# Can Đình Đình
Can Đình Đình (tiếng Trung: 甘婷婷; sinh ngày 5 tháng 2 năm 1986 tại thành phố Vu Hồ, tỉnh An Huy), cũng có tên là Bobo Gan, là một nữ diễn viên Trung Quốc đại lục tốt nghiệp Học viện Hý kịch Trung ương. Năm 2005, cô đóng vai nữ chính trong bộ phim truyền hình Chu Nguyên Chương. Năm 2006, cô đóng vai chính trong bộ phim "Hà Nội, Hà Nội" và giành giải cánh diều vàng hạng mục "Nữ diễn viên xuất sắc nhất" Việt Nam năm 2007. Cô còn tham gia đóng các phim Hoan hỷ oan gia, Chu Nguyên Chương (vai Ngọc Nhi), Công an cục trưởng 3 (vai Phương Hồng), Thiên hỏa (vai Thiên Ngọc), Lần cuối cùng yêu em (vai Hạ Tiểu Vũ), nhưng phần lớn những vai diễn của cô đều là vai phụ. Năm 2006, cái tên Can Đình Đình mới được khán giả truyền hình Trung Quốc chú ý qua nhân vật chính Thiên Thiên trong phim Tình tị thiên thiên và vai Chu Tinh Tinh trong phim Áo cưới xinh đẹp. Năm 2010, cô vào vai Phan Kim Liên trong phim Thủy hử dựa trên tiểu thuyết Thủy hử, và giành giải Phim truyền hình Sohu mùa thu hay nhất, Nữ tài năng mới xuất sắc nhất và Nữ diễn viên mới xuất sắc nhất của Liên hoan phim truyền hình An Huy năm 2011.

## Sự nghiệp

### Điện ảnh
| Năm  | Tên                                 | Tên gốc            | Vai           | Ghi chú    |
| ---- | ----------------------------------- | ------------------ | ------------- | ---------- |
| 2005 | Hà Nội, Hà Nội                      | 河内，河内         | Tô Tô         |            |
| 2005 | Lần cuối cùng yêu em                | 最后一次爱你       | Hạ Tiểu Vũ    |            |
| 2006 | Cold Wind Town                      | 寒风镇             | Lục Ỷ Ỷ       |            |
| 2007 | Kungfu bóng rổ                      | 大灌篮             | Nữ sinh       |            |
| 2010 | Trạch nam tổng động viên            | 宅男总动员         | Hàn Tinh      |            |
| 2012 | Thính phong giả                     | 听风者             | Bà chủ        | Cameo      |
| 2013 | Độc chiến                           | 毒战               | Ha Ha tẩu     |            |
| 2020 | Detective Dee: Imperious Nightmare  | 狄仁杰之夺魂梦魇   | Võ Tắc Thiên  |            |
| 2020 | Yêu thủ thôi hoa                    | 妖手摧花           | Giáng phi     |            |
| 2020 | Vô gian hành giả: Sinh tử tiềm hành | 无间行者之生死潜行 | Carrie        |            |
| 2021 | Ký ức nguy hiểm                     | 危险记忆           | Ngô Nghiên    |            |
| 2023 | Ranh giới sống còn                  | 火线之上           | Tiểu Như      | Chiếu mạng |
| 2023 | Trận đánh úp trong băng tuyết 2     | 冰雪狙击2          | Vạn San Hồng  |            |
| 2023 | Vệ sĩ tuyệt đẹp                     | 绝色保镖           | Tưởng Nam Anh |            |
| 2024 | Bắn tỉa tuyệt mạng                  | 绝命狙击           | Chương Linh   |            |
|      |                                     | 重回地球           |               |            |

### Phim truyền hình
| Năm  | Tên                              | Tên gốc                   | Vai                              | Ghi chú          |
| ---- | -------------------------------- | ------------------------- | -------------------------------- | ---------------- |
| 2005 | Chu Nguyên Chương                | 朱元璋                    | Ngọc Nhi                         |                  |
| 2006 | Love Magic Power                 | 爱情魔方                  | Tiêm Tiêm                        |                  |
| 2007 | Feeling by Night                 | 夜奔                      | Hạ Thiên Trì                     |                  |
| 2008 | Thám tử Thành Húc                | 侦探成旭                  | Ngụ Thu Đình                     |                  |
| 2008 | Làm ơn nghe điện thoại           | 落地，请开手机            | Diệp Huệ Mĩ                      |                  |
| 2008 | Not Able to Not Having Her       | 不能没有她                | Chu Tinh Tinh                    |                  |
| 2008 | Jianghu Brother                  | 江湖兄弟                  | Tiêu Vũ Linh                     |                  |
| 2008 | Bảy ngày chấn động thế giới      | 震撼世界的七日            | Dương Tinh                       |                  |
| 2008 | Locking Spring                   | 锁春记                    | Diệp Tùng Bích                   |                  |
| 2010 | Gong and Drum Alley              | 锣鼓巷                    | Diêu Bích Trúc                   |                  |
| 2010 | Life and Death Lost Part         | 生死迷局                  | Sunny                            |                  |
| 2010 | Cao Lương Đỏ                     | 高粱红了                  | Lý Thu Anh                       |                  |
| 2010 | Ice Is the Sleeping Water        | 冰是睡着的水              | Bạch Lăng                        | Cameo            |
| 2010 | Life and Death Right Name        | 生死正名                  | Tân Lị Lị                        |                  |
| 2011 | All Men Are Brothers             | 水浒传                    | Phan Kim Liên                    |                  |
| 2011 | New Fourth Army Woman Soldier    | 新四军女兵                | Hướng Thụy Hoa                   |                  |
| 2011 | Mantis                           | 螳螂                      | Trần Lệ Hồng                     |                  |
| 2011 | Bí mật bị bỏ rơi                 | 被遗弃的秘密              | Chu Ngọc Cầm                     |                  |
| 2011 | New Drawing Sword                | 新亮剑                    | Điền Vũ                          |                  |
| 2012 | Thâm cung điệp ảnh               | 深宫谍影                  | Liễu Hàm Hương / Trịnh Dĩ Đan    |                  |
| 2012 | Mismarriage                      | 错嫁                      | Tô Hương Oanh                    |                  |
| 2012 | Thiên sư Chung Quỳ               | 钟馗传说                  | Ngao Tây                         |                  |
| 2012 | Hướng bom đạn mà tiến lên        | 向着炮火前进              | Thượng Quan Vu Phi               |                  |
| 2012 | Bí mật Văn gia                   | 文家的秘密                | Dụ Lộ                            |                  |
| 2013 | Tùy Đường diễn nghĩa             | 隋唐演义                  | Đông Phương Ngọc Mai             | Cameo            |
| 2013 | Chinese Sherlock Shi             | 新施公案                  | Thẩm Mạc Sầu                     |                  |
| 2013 | Thiên hỏa                        | 天火                      | Tả Thiên Ngọc                    |                  |
| 2013 | Hướng thắng lợi mà tiến lên      | 向着胜利前进              | Vương Ái                         |                  |
| 2013 | Love's Relativity                | 恋爱相对论                | Hác Lệ Nhân                      |                  |
| 2013 | Happy wife growing up            | 幸福媳妇成长记            | Diệp Tiểu Vũ                     |                  |
| 2014 | Thập nguyệt vi thành             | 十月围城                  | Phương Hồng                      |                  |
| 2014 | Chế tạo mỹ nhân                  | 美人制造                  | Lâm Nặc                          |                  |
| 2015 | Hoa Tư dẫn - Tuyệt ái chi thành  | 华胥引之绝爱之城          | Mộ Dung An                       |                  |
| 2015 | Twenty-four Turn                 | 二十四道拐                | Vương Nhã Cầm                    |                  |
| 2016 | Tân Tiêu Thập Nhất Lang          | 新萧十一郎                | Thẩm Bích Quân                   |                  |
| 2016 | Before Dawn                      | 潜伏在黎明之前            | Lữ Yên Đình                      |                  |
| 2017 | Tình trong biển hận              | 孤芳不自赏                | công chúa Diệu Thiên             |                  |
| 2017 | Phủ Khai Phong                   | 开封府                    | Lưu Nga                          |                  |
| 2017 | Hiên viên kiếm - Hán chi vân     | 轩辕剑之汉之云            | Cầm Nhi tiên tử / Vu Sơn Thần Nữ |                  |
| 2019 | Chong Er's Peach                 | 重耳传奇                  | Quý Ngôi                         | Quay năm 2016    |
| 2020 | Pháo hoa sông đây mưa sông đó    | 那江烟花那江雨            | Thục phi                         | Web drama        |
| 2020 | Lộc Đỉnh ký                      | 鹿鼎记                    | Trần Viên Viên                   | Quay năm 2010    |
| 2020 | Unbending Will                   | 石头开花                  | Trát Y Mạc                       |                  |
| 2021 | Nhật ký tiếp viên Hàng Không     | 空姐日记                  | Ngô Lam                          |                  |
| 2022 | Never give up                    | 爱拼会赢                  | Diệp Đại Liên                    |                  |
| 2022 | Faith                            | 信仰                      | Linda                            |                  |
| 2023 | Cố lên, anh em                   | 加油吧，兄弟              | Diệp Lệ                          | Quay năm 2015    |
| 2024 | Mười năm ánh dương, mười năm hoa | 风华往事 / 十里洋场拾年花 | Hứa Lai Y                        | Quay năm 2017    |
| 2024 | Gặp lại Tiêu Dao                 | 又见逍遥                  | Cơ Tam Nương                     | Web drama, Cameo |

## Giải thưởng và đề cử
| Năm  | Giải                      | Hạng mục                              | Đề cử cho               | Kết quả   | Ghi chú |
| ---- | ------------------------- | ------------------------------------- | ----------------------- | --------- | ------- |
| 2007 | Giải Cánh diều            | Nữ diễn viên xuất sắc nhất            | Hanoi, Hanoi            | Đoạt giải | [ 7 ]   |
| 2011 | Quốc kịch thịnh điển      | Nữ diễn viên mới xuất sắc nhất        | Thủy hử                 | Đoạt giải | [ 8 ]   |
| 2016 | Liên hoan phim Hoàng Điếm | Nữ diễn viên phụ xuất sắc nhất        | Tân Tiêu Thập Nhất Lang | Đoạt giải | [ 9 ]   |
| 2017 | Giải Hoa Đỉnh             | Nữ diễn viên xuất sắc nhất (Cổ trang) | Tân Tiêu Thập Nhất Lang | Đề cử     |         |